# Sjeng Tans
Jean Guillaume Hubert ("Sjeng") Tans (Maastricht, 19 januari 1912 – aldaar, 25 februari 1993) was een Nederlands politicus. Hij was lid van de Tweede Kamer voor de Partij van de Arbeid en partijvoorzitter van die partij. Hij is een van de oprichters van de Rijksuniversiteit Limburg, sinds 1996 Universiteit Maastricht, en was de eerste bestuursvoorzitter van die universiteit.

## Biografische schets
Sjeng Tans studeerde Nederlandse taal en letterkunde aan de Katholieke Universiteit Nijmegen. In 1936 behaalde hij zijn doctoraalexamen en in 1938 promoveerde hij. Daarna was hij enige tijd werkloos en werd bovendien ziek (1939-1941). Door het lezen van Jacques Maritains Humanisme intégral (1936) kwam hij in deze periode tot de overtuiging dat het socialisme, gecombineerd met personalisme, voor hem de juiste weg was. Van 1941 tot 1944 nam hij deel aan het verzet, onder andere als hoofdredacteur van een verzetskrant.
Tans was als katholiek lid geweest van de RKSP (Roomsch-Katholieke Staatspartij), maar na de bevrijding stapte hij over naar de Nederlandse Volksbeweging, een voorloper van de PvdA. Hij geldt als een pionier van die partij in Limburg en was een voorstander van de 'doorbraak', het loslaten van de verzuiling. Het lidmaatschap van de PvdA leverde hem in de jaren daarna de nodige problemen op binnen de onverminderd verzuilde katholieke gemeenschap. Na het Bisschoppelijk Mandement van 1954 was hij gedwongen ontslag te nemen als docent aan het katholieke Henric van Veldekecollege, waarna hij fulltime politicus werd.
In 1955 werd hij lid van de Maastrichtse gemeenteraad. Een jaar later stelde hij zich kandidaat voor het Tweede Kamerlidmaatschap. Bij de parlementsverkiezingen in 1956 behaalde de PvdA in het traditioneel als KVP-bolwerk beschouwde Limburg een historisch resultaat: bijna 9% van de katholieke kiezers stemde op de sociaaldemocraten.
Van 1954 tot 1970 was Tans de eerste Limburgse PvdA-vertegenwoordiger die zitting nam in de Tweede Kamer. In de Tweede Kamer voerde hij het woord op onderwijsgebied. Tot 1966 was hij tevens gemeenteraadslid in Maastricht en lid van de Provinciale Staten van Limburg. Van 12 juni 1965 tot 7 maart 1969 was hij partijvoorzitter van de PvdA. Dit was een roerige periode, waarin Tans en andere oudgedienden binnen de partij moesten dulden dat de vernieuwingsbeweging Nieuw Links steeds meer invloed kreeg.
Na zijn politieke loopbaan werd hij in 1969 voorzitter van de Commissie Voorbereiding Medische Faculteit Maastricht, die de oprichting van de Universiteit Maastricht voorbereidde. In 1977 werd hij voorzitter van het eerste college van bestuur van die universiteit.
Tans overleed in februari 1993 onverwacht op 81-jarige leeftijd.

## Onderscheidingen, eerbewijzen
- Ridder in de Orde van de Nederlandse Leeuw (29 april 1965)
- Als eerbewijs voor de oprichter van de Universiteit Maastricht is zijn naam verbonden aan de jaarlijks Tanslezing, de Tanspenning (penning voor belangrijke verdiensten voor de universiteit) en de Tanszaal.

### Monument
In 2016 werd op het terrein van het voormalige Jezuïetencollege, de tegenwoordige School of Business van de Universiteit Maastricht, een kunstwerk onthuld ter ere van Sjeng Tans. Het monument van kunstenaar Caius Spronken bestaat uit een hardstenen bank in de vorm van een bijna gesloten vierkant en een vijftal bronzen zuilen met onder andere een portretbuste van Tans en symbolen van het academische leven.